# Władysław Koczerhin
Władysław Serhijowycz Koczerhin, ukr. Владислав Сергійович Кочергін (ur. 30 kwietnia 1996 w Odessie) – ukraiński piłkarz, grający na pozycji napastnika lub pomocnika, od 2022 w Rakowie Częstochowa.

## Kariera piłkarska

### Kariera klubowa
Wychowanek Szkoły Sportowej nr 11 w Odessie oraz Akademii Piłkarskiej Dnipro Dniepropietrowsk, barwy których bronił w juniorskich mistrzostwach Ukrainy (DJuFL). Karierę piłkarską rozpoczął 20 marca 2013 w drużynie młodzieżowej Dnipra, a 24 lipca 2016 debiutował w Premier-lidze. 24 czerwca 2017 przeszedł do Zorii Ługańsk. 
W styczniu 2022 roku Koczerhin zgodził się dołączyć do Rakowa Częstochowa na mocy trzyletniego kontraktu, który miał rozpocząć się 1 lipca 2022 roku. Z powodu rosyjskiej inwazji na Ukrainę jego kontrakt z Zorią został zawieszony na mocy nowych przepisów FIFA. Dzięki temu mógł dołączyć do nowej drużyny wcześniej niż planowano i został oficjalnie ogłoszony nowym zawodnikiem Rakowa w dniu 26 marca 2022 r.

### Kariera reprezentacyjna
Występował w juniorskich reprezentacjach Ukrainy U-17 i U-19. Potem bronił barw młodzieżówki.

## Sukcesy

### Klubowe

#### Raków Częstochowa
- Mistrzostwo Polski: 2022/2023[5]